# Atlantis (Kapstadt)
Atlantis ist ein Stadtteil von Kapstadt in der südafrikanischen Provinz Westkap. Er wurde in den 1970er Jahren für Coloureds errichtet und weist zahlreiche Industriebetriebe auf.

## Geographie
2011 hatte Atlantis 67.491 Einwohner, darunter rund 85 % Coloureds un 13 % Schwarze, in 15.565 Haushalten. Zu Atlantis gehört auch Dassenberg, das kein offizieller Ortsteil ist.
Atlantis ist der nördlichste Ortsteil der Metropolgemeinde City of Cape Town und liegt rund 40 Kilometer nördlich des Zentrums von Kapstadt. Der westlich gelegene Atlantik ist ungefähr zehn Kilometer entfernt. Im Süden des Stadtteils befindet sich das umfangreiche Industriegebiet Atlantis Industrial Area. Zwischen Atlantis und dem Ozean liegt das Dünengebiet Atlantis Dunes, in denen Sandboarding betrieben werden kann.
| Yzerfontein                                   | Mamre                                       | Malmesbury              |
| Bokbaai Natur Reserve, Atlantik               | Kompassrose, die auf Nachbargemeinden zeigt | Chatsworth, Kalbaskraal |
| Kernkraftwerk Koeberg, Koeberg Nature Reserve | Philadelphia                                | Klipheuwel              |

## Geschichte
Atlantis wurde in den 1970er Jahren gemäß dem Group Areas Act als Wohnsiedlung für Coloureds erbaut; außerdem wurden Industriegebiete errichtet. Ab 1979 wurde das Werk der Atlantis Diesel Engines betrieben, in dem Daimler-Benz Dieselmotoren für den südafrikanischen Markt herstellte, darunter auch für Fahrzeuge der South African Defence Force wie SAMIL Trucks. 2013 wurde ein Werk des chinesischen Unternehmens Hisense eröffnet, in dem Fernsehgeräte hergestellt werden.

## Wirtschaft und Verkehr
Atlantis ist ein Schwerpunkt der Herstellung von Windkraftanlagen und anderer Vorrichtungen zur Nutzung erneuerbarer Energien und wird daher auch als Greentech hub (deutsch etwa: „Zentrum der Ökotechnik“) bezeichnet. Eine offizielle Anerkennung wurde für 2017 beantragt. Das Gasturbinenkraftwerk Ankerlig liegt im Industriegebiet.
Die Fernstraße R27 führt westlich an Atlantis vorbei vom Zentrum Kapstadts nordwärts nach Velddrif. Die R304, die in Stellenbosch beginnt, und die R307 führen durch Atlantis. mehrere Industriebetriebe werden im Schienengüterverkehr bedient.